# Championnat du monde de badminton par équipes masculines 2012
Navigation
Kuala Lumpur 2010 New Dehli 2014
La 27e édition du championnat du monde de badminton par équipes masculines, appelé également Thomas  Cup, a eu lieu du 20 au 27 mai 2012 à Wuhan en Chine.
La Chine remporte le titre 9e fois, la 5e consécutivement.

## Format de la compétition
63 nations participent à la Thomas Cup. À l'issue d'une phase de qualifications continentales, 12 équipes accèdent à la phase finale.
Ces 12 nations sont placées dans 4 poules de 3 équipes, en fonction du classement mondial des joueurs qui les composent. Les 3 équipes s'affrontent sur 3 jours et les 2 premiers de chaque poule sont qualifiés pour les quarts de finale, stade à partir duquel les matches deviennent à élimination directe.
Chaque rencontre se joue en 5 matches : 3 simples et 2 doubles qui peuvent être joués dans n'importe quel ordre (accord entre les équipes).

## Qualifications
| Confédération          | Afrique                                                      | Amériques                                                               | Asie | Europe | Océanie                                              |
| ---------------------- | ------------------------------------------------------------ | ----------------------------------------------------------------------- | --- | --- | ---------------------------------------------------- |
| Date                   | 22 au 26 février                                             | 17 au 19 février                                                        | 13 au 19 février | 14 au 19 février | 18 et 19 février                                     |
| Lieu                   | Addis-Abeba                                                  | El Monte                                                                | Macao | Amsterdam | Ballarat                                             |
| Nombre de participants | 7                                                            | 8                                                                       | 14 | 30 | 4                                                    |
| Pays participants      | Afrique du Sud Égypte Éthiopie Kenya Maurice Nigeria Ouganda | Barbade Brésil Canada États-Unis Guatemala Jamaïque Porto Rico Suriname | Chine Corée du Sud Hong Kong Inde Indonésie Japon Kazakhstan Macao Malaisie Singapour Sri Lanka Taipei chinois Thaïlande Viêt Nam | Allemagne Angleterre Autriche Belgique Bulgarie Croatie Danemark Écosse Espagne Estonie Finlande France Hongrie Irlande Islande Israël Italie Lituanie Luxembourg Pays de Galles Pays-Bas Pologne Portugal Tchéquie Russie Slovaquie Slovénie Suède Suisse Ukraine | Australie Nouvelle-Calédonie Nouvelle-Zélande Tahiti |
| Qualifié(s)            | Afrique du Sud                                               | États-Unis                                                              | Chine Corée du Sud Indonésie Japon Malaisie                                                                                       | Allemagne Angleterre Danemark Russie | Nouvelle-Zélande                                     |

## Tournoi final

### Localisation de la compétition
Les épreuves se sont déroulées au Stade du centre sportif à Wuhan en Chine.

### Participants
Les pays sont qualifiés à l'issue de compétitions continentales. La Chine, tenant du titre et pays hôte a participé à ces qualifications.
| Confédération | Qualifié(s)                                 |
| ------------- | ------------------------------------------- |
| Asie          | Chine Japon Indonésie Malaisie Corée du Sud |
| Afrique       | Afrique du Sud                              |
| Europe        | Danemark Angleterre Allemagne Russie        |
| Océanie       | Nouvelle-Zélande                            |
| Amérique      | États-Unis                                  |

### Phase préliminaire
3 matches joués dans chaque poule respectivement les 20, 21 et 22 mai.
| Qualifié pour les quarts de finale |

### Phase finale

#### Tableau final
|  | Quarts de finale | Quarts de finale | Quarts de finale | Quarts de finale |          |          | Demi-finales | Demi-finales | Demi-finales | Demi-finales |  |  | Finale | Finale | Finale | Finale |
|  |                  |                  |                  |                  |          |          |              |              |              |              |  |  |        |        |        |        |
|  | 23 mai           | 23 mai           | 23 mai           | 23 mai           |          |          | 25 mai       | 25 mai       | 25 mai       | 25 mai       |  |  | 27 mai | 27 mai | 27 mai | 27 mai |
|  | 23 mai           | 23 mai           | 23 mai           | 23 mai           |          |          | 25 mai       | 25 mai       | 25 mai       | 25 mai       |  |  | 27 mai | 27 mai | 27 mai | 27 mai |
|  | Chine            | Chine            | 3                | 3                |          |          | 25 mai       | 25 mai       | 25 mai       | 25 mai       |  |  | 27 mai | 27 mai | 27 mai | 27 mai |
|  | Chine            | Chine            | 3                | 3                |          |          | 25 mai       | 25 mai       | 25 mai       | 25 mai       |  |  | 27 mai | 27 mai | 27 mai | 27 mai |
|  | Malaisie         | Malaisie         | 0                | 0                |          |          | 25 mai       | 25 mai       | 25 mai       | 25 mai       |  |  | 27 mai | 27 mai | 27 mai | 27 mai |
|  | Malaisie         | Malaisie         | 0                | 0                | Chine    | Chine    | 3            | 3            |              |              |  |  | 27 mai | 27 mai | 27 mai | 27 mai |
|  | 23 mai           |                  |                  |                  | Chine    | Chine    | 3            | 3            |              |              |  |  | 27 mai | 27 mai | 27 mai | 27 mai |
|  |                  |                  | Japon            | Japon            | 0        | 0        |              |              |              |              |  |  | 27 mai | 27 mai | 27 mai | 27 mai |
|  | Japon            | Japon            | Japon            | Japon            | 0        | 0        | 3            | 3            |              |              |  |  | 27 mai | 27 mai | 27 mai | 27 mai |
|  | Japon            | Japon            | 25 mai           |                  |          |          | 3            | 3            |              |              |  |  | 27 mai | 27 mai | 27 mai | 27 mai |
|  | Indonésie        | Indonésie        | 2                | 2                |          |          |              |              |              |              |  |  | 27 mai | 27 mai | 27 mai | 27 mai |
|  | Indonésie        | Indonésie        | 2                | 2                | Chine    | Chine    | 3            | 3            |              |              |  |  |        |        |        |        |
|  | 23 mai           |                  |                  |                  | Chine    | Chine    | 3            | 3            |              |              |  |  |        |        |        |        |
|  |                  |                  | Corée du Sud     | Corée du Sud     | 0        | 0        |              |              |              |              |  |  |        |        |        |        |
|  | Danemark         | Danemark         | Corée du Sud     | Corée du Sud     | 0        | 0        | 3            | 3            |              |              |  |  |        |        |        |        |
|  | Danemark         | Danemark         |                  |                  |          |          |              |              |              |              |  |  |        |        |        |        |
|  | Russie           | Russie           | 0                | 0                |          |          |              |              |              |              |  |  |        |        |        |        |
|  | Russie           | Russie           | 0                | 0                | Danemark | Danemark | 1            | 1            |              |              |  |  |        |        |        |        |
|  | 23 mai           |                  |                  |                  | Danemark | Danemark | 1            | 1            |              |              |  |  |        |        |        |        |
|  |                  |                  | Corée du Sud     | Corée du Sud     | 3        | 3        |              |              |              |              |  |  |        |        |        |        |
|  | Corée du Sud     | Corée du Sud     | Corée du Sud     | Corée du Sud     | 3        | 3        | 3            | 3            |              |              |  |  |        |        |        |        |
|  | Corée du Sud     | Corée du Sud     |                  |                  |          |          |              | 3            |              |              |  |  |        |        |        |        |
|  | Allemagne        | Allemagne        | 0                | 0                |          |          |              |              |              |              |  |  |        |        |        |        |
|  | Allemagne        | Allemagne        | 0                | 0                |          |          |              |              |              |              |  |  |        |        |        |        |
|  |                  |                  |                  |                  |          |          |              |              |              |              |  |  |        |        |        |        |